# جوائز بريت
جوائز بريت (بالإنجليزية: Brit Awards) أو الجوائز البريطانية هي الصناعة البريطانية للتسجيلات الصوتية لتكريم موسيقى البوب، كان الاسم في الأصل اختصاراً من «البريطانية»، «بريطانيا» أو «بريتانيا» تم بث أول حفل في سنة 1977 وما زالت تعرض سنوياً.في عام 2017 فاز فريق ليتل ميكس بالجائزة للمرة الأولى حيث تعتبر الفرقة من أشهر فرق الفتيات حاليا.

## الأداء
| السنة | أداء |
| ----- | --- |
| 1990  | ليزا ستانسفيلد، نيناه شيري، نايجل كينيدي، فيل كولنز وسول II سول |
| 1991  | EMF, ذا بيوتيفول ساوث وستيتاس كيو |
| 1992  | ذا كيلف، إكستريم تويز تيرور، ليزا ستانسفيلد، بيفرلي كرافن و P.M. Dawn |
| 1993  | سويد، بيتر غابرييل، سيرك دو سوليه، بيل وايمن ومادنيس |
| 1994  | بيورك، بي جي هارفي، بون جوفي، براين ماي، دينا كارول، إلتون جون، ميتلوف، بيت شوب بويز، ستيريو مكس، تايك ذات، فان موريسون وشان ماكغووين                                                                                     |
| 1995  | بلور، إيست 17، إيدي ريدر، إلتون جون، إترنال، ستينغ، إم بيبول، مادونا وتايك ذات |
| 1996  | ألانيس مورسيت، دايفيد بوي، بيت شوب بويز، مايكل جاكسون، بولب، سمبلي ريد وتايك ذات |
| 1997  | بي غيس، ديانا روس، Jamiroquai، ذا فاغيس، مانيكي ستريت بريشيس، مارك موريسون، برينس، شيرلي كراو، شانك أنانسي and سبايس غرلز                                                                                                 |
| 1998  | أول سانتس، شامباومبا، فاينولي كواي، فليتوود ماك، روبي ويليامز، توم جونيس، شوفا أما، سبايس غرلز، تكساس، ذا ميتود مان وذا فيرف                                                                                              |
| 1999  | بي*ووتشيد، بيلي بيبر، كليوباترا، ستيبس، تين كوزنس، سباتروبيرس، بويزون، باري ماكاوغين*, كريس أوبانك*, نايجل بين*, ذا كورس، دايفيد بوي، بلاسيبو، أوريتميك، ستيفي واندر، مانيكير ستريت بريشيس، روبي ويليامز and ويتني هيوستن |
| 2000  | بايسمنت جاكس، 5ايف، كوين، جيري هاليويل، مايلي غراي، ريكي مارتن، سبايس غرلز، ستيريوفونيكس، توم جونيس، ويل سميث ترافيس |
| 2001  | كولدبلاي، غرايغ دايفيد، دستنيز تشايلد، إمينايم، هير'ساي، روبي ويليامز، سونيك، ويستلايف ويو2 |
| 2002  | أناستازيا، جاميروكاي، ديدو، غوريلاز، كيلي مينوغ، ميس-تيك، شاغي، ألي جي، يو غود سالي، ستينغ وذا ستروكيس |
| 2003  | أفريل لافين، بلو، كولدبلاي، دايفيد غراي، جورج مايكل، ميس دايناميت، جاستين تمبرلايك، كايلي مينوغ، لبيرتي إكس، بينك، سوغابايبيس وتوم جونيس                                                                                  |
| 2004  | فيفتي سانت، بيونسي، موس، بلاك أيد بيس، باستيد، أليشا كيس، غوين ستيفاني، ميسي إليوت، جامي كالوم، كاتي ميلوا ودوران دوران                                                                                                   |
| 2005  | دانييل بيدنغفيلد، ناتشا بيدنغفيلد، فرانز فرديناند، غرين داي، غوين ستيفاني، جميليا، ليمار، كيين، سنوب دوغ، فاريل ويليامز، سيسور سيسترز، بوب غيلدفود، روبي ويليامز وذا ستريتس                                               |
| 2006  | كولدبلاي، KT تونستال، كايسر شيفس، جيمس بلانت، كانيو ويست، كيلي كلاركسون، غوريلاز، جاك جونسون، بول ويلار وبرانس |
| 2007  | سيسور سيسترز، سنو باترول، أمي وينهاوس، كيليرز، تايك ذات، ريد هوت شيلي بابرس، كورين بايلي راي وواسيس |
| 2008  | Mika، بيث ديتو، ريانا، كلاكسون، كايلي مينغ، كايسر شيفس، ليونا لويس، مارك رونسون، أديل، دانييل ميريويذر، أمي وينهاوس وبول مكارتني                                                                                          |
| 2009  | يو تو، غيرلز الآود، كولدبلاي، دفي، تيك ذات، كينكز أوف ليون، ذا تينج تينجس، إيستيل (موسيقية)، بت شوب بويز، ليدي غاغا and براندون فلاور                                                                                     |
| 2010  | ليلي ألين، JLS، Kasabian، ليدي غاغا، فلورنس اند ذا مشين، ديزي رسكال، جي-زي، أليشيا كيز، شيريل كول and روبي ويليامز |
| 2011  | تيك ذات، أديل، ريانا، مومفورد اند سونز، بلان بي (موسيقي)، أركايد فاير، تيني تيمباه، إريك ترنر، لابرينث، جاستن بيبر، ديفيد جنسن، تيري ووجان، سيلو غرين and بالوما فايث                                                     |
| 2012  | كولدبلاي، فلورنس اند ذا مشين، أولي مورس، Rizzle Kicks، إد شيران، Noel Gallagher's High Flying Birds، كريس مارتن، أديل، برونو مارس، ريانا and بلر                                                                          |
| 2013  | Muse، روبي ويليامز، جستين تيمبرلك، تايلور سويفت، ون دايركشن، بن هاورد، مومفورد اند سونز and إيميلي ساندي |
| 2014  | أراكتيك مانكيز، كاتي بيري، برونو مارس، بيونسي، ديسكلوشر، لورد، ألونا فرانسيس، إيلي غولدينغ، باستاي، روديمونتال، إيلا أير، فاريل ويليامز ونيل رودجرز                                                                       |
| 2015  | تايلور سويفت، سام سميث، روايال بلاد، إد شيران، كاتبة ويست، سكيبتا، فيكي، كريبت و كونان، سترومزي، نوفيليست، ألان كنغدوم، ثيوبيلاس لندن، فيك مينسا، تايك ذات، جورج إزرا، بالوما فايث ومادونا                                |
| 2016  | كولدبلاي، جاستين بيبر، جيمس باي، جيس غلين، ريانا، إسم زي أيه، درايك، ليتل ميكس، ذا سبايدرز فروم مارس، لورد، ذا ويكاند وأديل                                                                                               |
| 2017  | ليتل ميكس، برونو مارس، إيميلي ساندي، ذا 1975، كريس مارتن، كاتي بيري، سكيب مارلي، سكيبتا، ذا شينسموكرز، كولدبلاي، إدارة شيران، سترومزي وروبي ويليامز                                                                       |
| 2018  | إد شيران، سترومزي، سام سميث، دوا ليبا، فو فايترز، راغ إن بون مان، جورجا، ريتا أورا |

## قائمة أكثر الفنانين العالميون الحائزين على جوائز البريطانية
| الفنانون العالميون | عدد الجوائز |
| ------------------ | ----------- |
| ون دايركشن         | 7           |
| يو تو              | 7           |
| مايكل جاكسون       | 6           |
| برنس (موسيقي)      | 5           |
| بيورك              | 4           |
| إمينم              | 4           |
| آر إي إم           | 3           |
| سيزرز سيستر        | 3           |
| ليدي غاغا          | 3           |
| كايلي مينوغ        | 3           |
| ريتا أورا          | 3           |

## روابط خارجية
- جوائز بريت على موقع IMDb (الإنجليزية)
- جوائز بريت على موقع ميوزك برينز (الإنجليزية)
- جوائز بريت على موقع ميوزك برينز (الإنجليزية)